# Chó ngao Anh
Chó ngao Anh (English Mastiff) hay đôi khi gọi là chó ngao là một giống chó ngao có nguồn gốc từ nước Anh. Đây là giống chó lớn nhất thế giới về cân nặng, và đứng hàng thứ ba về chiều cao chỉ sau giống chó săn Ái Nhĩ Lan (Irish Wolfhound) và Great Dane. Nó còn có tên gọi Old English Mastif, English Mastif hay Mastiff. Trong tiếng Anh có rất nhiều giống chó của các nước khác có đi kèm theo chữ Mastiff tức chó ngao, nhưng nếu chỉ dùng chữ Mastiff không thì có nghĩa là English Mastiff. Trong tiếng Việt, chó ngao dùng để chỉ về những con chó cỡ lớn và dữ tợn.
Đây cũng là loài chó được sử dụng làm chó nghiệp vụ, nhất là dùng trong chiến tranh như là đội quân động vật, khi người Tây Ban Nha chinh phạt châu Mỹ, họ cũng dùng những con chó ngao này để tấn công các chiến binh bản địa khiến người da đỏ rất hoang mang và hoảng sợ. Những kẻ xâm lược Tây Ban Nha cũng điều động các con chó chiến bọc giáp trong cuộc chinh phạt Nam Mỹ vào những năm 1500.

## Lịch sử
Có nhiều giả thuyết nói về tổ tiên của giống chó này, giải thuyết thứ nhất cho rằng Chó Ngao Anh có tổ tiên là nhóm chó Molosser. Nhóm Molosser là tổ tiên Molosser là một giống chó khổng lồ to lớn như sư tử có nguồn gốc từ Tây Tạng, có mặt trên trái đất từ lâu nhưng đã tuyệt chủng, khi Marco Polo khi đến Tây Tạng đã mô tả có một giống chó to lớn như con lừa, tiếng sủa rền vang như sư tử (có nhiều liên hệ đến giống chó ngao Tây Tạng).
Nhóm chó Molosser là tổ tiên của rất nhiều giống chó lớn hiện nay trên thế giới. Trải qua nhiều thế kỷ và sự khác biệt về sự phát triển ở những vùng địa lý khác nhau, nhóm chó Molosser được chia ra làm 2 nhóm chính: 

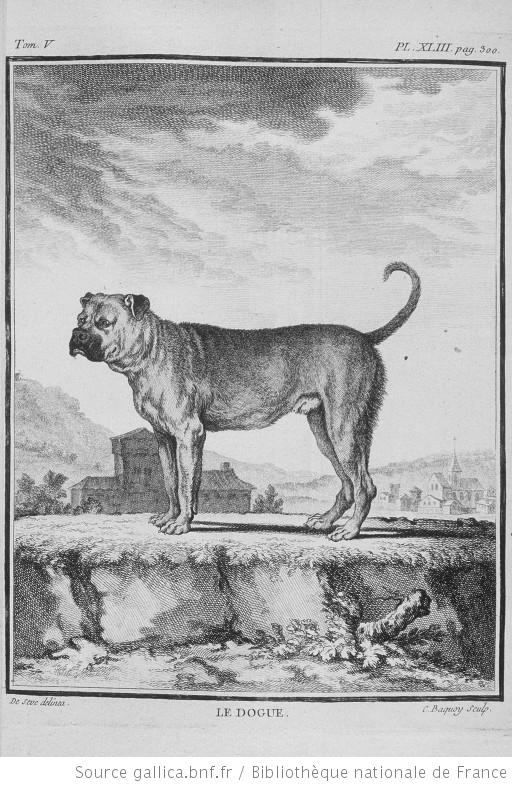
Hình vẻ về một con chó ngao thời cổ

- Nhóm có lông hơi dài, thân hình to lớn nhưng thon gọn và nhanh nhẹn, đầu thon và mõm dài, tổ tiên của một số giống chó ngày nay như: Saint Bernard, Chó ngao Tây Tạng (Tibetan Mastiff), Chó Komondor, Chó núi Pirene (Pyrenean Mountain Dog)
- Nhóm lông ngắn, mõm ngắn và vuông, đầu to, thân hình to lớn lực lưỡng, tổ tiên của một số giống chó ngày nay như: Chó ngao Pháp (Dogue de Bordeaux), chó ngao Anh (English Mastiff), chó ngao Neapolitan (Neapolitan Mastiff), chó ngao Ý, chó võ sĩ (Boxer) và chó Bun (Bulldog).

Khi Molosser dog dến châu Âu đã phát triển rất mạnh dùng để săn bắn và đấu chó, nhưng phát triển mạnh nhất ở La Mã, người La Mã huấn luyện Molosser để dùng ra trận cùng quân lính tấn công quân thù, làm cận vệ riêng cho các tướng lảnh, và dùng trong việc giác đấu với thú dữ như sư tử, hổ, gấu, voi.... Vào thời đó rất nhiều chó to lớn, mạnh mẽ, gan dạ và dũng mãnh được săn lùng để nhập khẩu và La Mã. Ở Anh Molosser cũng được dùng trong quân đội, nhưng phát triển mạnh ở lĩnh vực săn bắn, đấu chó, đấu bò, và dùng để bảo vệ lâu đài các nhà quý tộc, thân vương, công hầu.
Thuyết thứ nhất được rất nhiều người công nhận vì có rất nhiều bằng chứng cổ cho thấy nhóm chó Molosser có nguồn gốc từ Trung Đông, sau đó theo chân những thương gia đến châu Âu vào khoảng thế kỷ thứ tư đến thế kỷ thứ sáu trước công nguyên, và cũng phát tán sang phía bắc Trung Quốc và Ấn Độ. Có rất nhiều bằng chứng khảo cổ có niên đại cả ngàn năm trước công nguyên được tìm thấy ở Ba Tư và Iraq chứng minh. Trong 2 bức tượng đất nung có niên đại 2000 năm trước công nguyên được tìm thấy ở Iraq cho thấy giống chó thời xưa ở đó rất giống chó ngao Neapolitan (Neapolitan Mastiff) và English Mastiff ngày nay.
Giả thuyết khác cho rằng chó Ngao Anh không phải có nguồn gốc từ nhóm Molosser, mà tổ tiên của nó là nhóm chó Alaunt đã bị tuyệt chủng, tổ tiên của giống chó chăn cừu Kavkav (Caucasian Shepherd Dog), nguồn gốc từ vùng Trung Á, có mặt rất lâu đời ở Anh, dùng để đấu chó, chăn gia súc… Sự hình thành giống chó Ngao Anh thì bắt đầu một sự kiện xảy ra cách đây hơn 500 năm. Vào ngày 25 tháng 10 năm 1415, trong trận chiến Agincourt giữa Anh và Pháp tại miền bắc nước Pháp, vị tướng của Anh là Sir Piers Legh bị thương rất nặng, con chó cái cận vệ của ông ta đã ở bên cạnh dũng mãnh chống trả không cho quân thù tới gần tướng Piers trong nhiều giờ để bảo vệ chủ mình.
Sau đó không lâu Piers Legh qua đời tại Pháp vì thương tích quá nặng, thi hài của ông cùng với con chó được đưa về Anh quốc, con chó cái đó đã được gia đình ông nuôi và nhân giống tại lâu đài Lyme Hall của gia đình quý tộc Legh tại vùng Cheshire, nước Anh. Vào thời đó chưa có nhiều khái niệm thuần chủng, nhưng gia đình Legh đã chọn lựa nhân giống những con có hình dáng nhất định giống con chó đã cứu Legh và không lai tạp lung tung, từ đó giống chó Ngao được hình thành. Dòng họ Legh đã nuôi và nhân giống giống chó Mastiff hơn 500 năm, chỉ kết thúc vào đầu thế kỷ 20.
Lâu đài Lyme Hall được coi là cái nôi phát sinh ra giống chó Mastiff, cũng là đại điểm lịch sử của những người yêu thích Mastiff, và họ gọi lâu đài đó là Lyme Hall Mastiff. Hiện nay Lyme Hall trở thành điểm tham quan lịch sử, nơi đó vẫn còn dãy chuồng nuôi Mastiff. Từ thế kỷ 19 trở về trước, chó ngao Mastiff cũng như tất cả các giống chó to lớn khác được nhân giống cho mục đích làm viện, săn bắn và bảo vệ lâu đài, nông trại, nên Mastiff ở Lyme Hall ngày đó nhỏ hơn và đầu không to như chó ngao ngày nay, nhưng cũng không khác xa. Ngày nay vẫn còn nhiều con Mastiff có gia phả tổ tiên từ Lyme Hall.

## Đặc điểm
Chó Ngao Anh là một loại chó có kích thước khổng lồ. Con đực cao khoảng 30 inches (76 cm), con cái là 27 inches (69 cm), về cân nặng, Con đực nặng khoảng 160 pounds (72 kg), con cái là 150 pounds (68 kg). Đây là một giống chó nặng nhất thế giới, một con đực trưởng thành có thể nặng lên đến 200 pounds.
Chúng có đầu rất to, vuông vức và một vết hằn rõ giữa hai mắt. Mõm có chiều dài bằng một nửa hộp sọ. Đôi mắt thường có màu nâu đen, nằm cách xa về hai phía và xung quanh mắt là những quầng đen. Mũi có màu đen. Đôi tai nhỏ hình chữ V, tỷ lệ thuận với kích thước hộp sọ và cũng thường mang màu đen. Hàm răng nhọn như những cây kéo sắt bén ghép lại. Đuôi to, bản rộng, thuôn nhọn và dài đến kheo chân sau. Màu lông thường là nâu vàng kim, nâu vàng nhạt, màu mơ, màu bạc, hoặc có những sọc vện.
Chúng sống khoảng từ 10 đến 12 năm. Về sức khỏe, chúng dễ mắc bệnh dị sản xương hông. Giống chó này rất dẽ bị sưng phù, vì thế bnên chia khẩu phần ăn một ngày thành hai đến ba bữa nhỏ thay vì chỉ một bữa lớn. Đồng thời, chúng cũng dễ bị bệnh mạch vành (CHD), xoắn dạ dày, bệnh lộn mí dưới (Ectropion), màng tế bào che lấp đồng tử (PPM), tăng dịch âm hộ, dị sản xương khuỷu tay, bệnh teo võng mạc tiến triển (PRA). Thỉnh thoảng có bệnh về tim mạch.

## Tập tính
Tuy có kích thước to lớn nhưng chó Ngao Anh đặc biệt có tính cách khá trầm tĩnh. Bản năng tự nhiên của chúng là loài chó canh gác, chúng rất ít khi sủa, cứ như một người bảo vệ thầm lặng giữ gìn lãnh thổ và gia đình. Vì thế, không cần huấn luyện chó Ngao kỹ năng này. Khi bắt được kẻ xâm nhập, chúng thường giữ kẻ xâm nhập lại, dồn vào một góc hoặc nằm đè lên trên hơn là tấn công toàn diện.
Chó Ngao Anh vốn thông minh, bình tĩnh, ôn hoà và ngoan ngoãn. Có tính tự tin và thận trọng, loài chó này rất kiên nhẫn và được đánh giá là an toàn cho trẻ em ở gần. Chúng có thể hơi cứng đầu, người chủ cần có một chế độ huấn luyện nhẹ nhàng nhưng kiên trì. Chó Ngao Anh tốt nhất nên sống trong môi trường thoải mái, không gian rộng mở. Chúng cũng có thể sống được trong những căn hộ bình thường không có sân vườn nếu được cho ra ngoài vận động đầy đủ.